# Luís Coelho Furtado
Luís Coelho Furtado, (Irivo, 12 de fevereiro de 1715 – Traíras, 1792) foi um minerador, avaliador público, coletor e escravocrata.
Filho de Antônio Coelho e de Maria de Azevedo, nasceu em Guedixe, na aldeia de Irivo, Concelho de Penafiel, Portugal, em 12 de fevereiro de 1715. ()
Entre os anos de 1745 e 1750(), emigrou para o Brasil, possivelmente atraído pelas minas auríferas recém-descobertas em Goiás, assentando residência em Vila Boa, onde se casou com vilaboense Joana Emília Leite, entre os anos de 1750 e 1760 ().
Por carta de 28 de outubro de 1763, obteve da coroa portuguesa uma sesmaria na cabeceira do rio dos Bugres, onde dedicou-se à mineração (). Alguns anos mais tarde, mudou-se para Traíras, grande e rico centro aurífero do norte goiano, onde obteve de Portugal outra sesmaria, por carta de 30 de abril de 1768.
Em 1788 é nomeado para o cargo de avaliador dos bens de raiz e de coletor de siza, funções públicas de relevo para o governo lusitano ().
Do casamento com Joana Emília Leite, teve ():
- - Laura Inocência Furtado
  - João Fleuri Coelho

Faleceu em Traíras em 1792 (), sendo que a data precisa não é conhecida devido ao incêndio que destruiu o arquivo público local.